# Крюйднері
Крюйднері (ест. Krüüdneri), місцева вимова Крюйнелі (ест. Krüüneli), також використовується назва Ярве (ест. Järve) — село в Естонії, входить до складу волості Валґ'ярве, повіту Пилвамаа.